# Szymon Tracz
Szymon Tracz (ur. 12 listopada 1998 w Skale) – polski kolarz szosowy.

## Osiągnięcia
Opracowano na podstawie:
2016
- 2. miejsce w mistrzostwach Polski juniorów (start wspólny)

2017
- 1. miejsce w mistrzostwach Polski U23 (start wspólny)

2019
- 1. miejsce na etapie 2a Szlakiem Walk Majora Hubala

2020
- 2. miejsce w mistrzostwach Polski (jazda dwójkami)
- 2. miejsce w mistrzostwach Polski (jazda drużynowa na czas)

## Rankingi
| Rok             | 2018  | 2019 | 2020  | 2021  | 2022 | 2023  | 2024  |
| --------------- | ----- | ---- | ----- | ----- | ---- | ----- | ----- |
| World Ranking   | 3127. | 880. | 1369. | 1794. | -    | 1677. | 1291. |
| UCI Europe Tour | 2068. | 641. | 1036. | 1231. | -    | -     | -     |
|                 |       |      |       |       |      |       |       |
| Źródło: UCI     |       |      |       |       |      |       |       |